# Raymond Gardiner High School Playfield
Raymond Gardiner High School Playfield – wielofunkcyjny stadion w Bottle Creek, na Turks i Caicos. Jest obecnie używany głównie do meczów piłki nożnej. Stadion jest własnością Raymond Gardiner High School.